# Sutton Coldfield HC
Sutton Coldfield Hockey Club is een hockeyclub uit de Engelse plaats Sutton Coldfield vlak bij Birmingham.
In 1992 wonnen de dames van de club de Europacup II in Vught door in de finale het voor thuispubliek spelende MOP te verslaan na strafballen. De vrouwen spelen nog altijd op het hoogste Engelse niveau.